# Puchar Europy Zdobywczyń Pucharów siatkarek (1983/1984)
Puchar Europy Zdobywczyń Pucharów 1983/1984 – 12. sezon turnieju rozgrywanego od 1978 roku, organizowanego przez Europejską Konfederację Piłki Siatkowej (CEV) w ramach europejskich pucharów dla żeńskich klubowych zespołów siatkarskich "starego kontynentu".

## Drużyny uczestniczące
- SC Uni Bazylea
- Hapoel Bat Yan
- Temse Dames Oostende
- VC Olympic
- Paloma Branik Maribor
- SC Dynamo Berlin
- VfL Oythe
- Arçelik Stambuł
- Vasas SC
- Lewski-Spartak Sofia
- Nelsen Reggio Emilia
- CASG Paris
- Ruda Hvezda Praga
- Sortland IL
- Uppsala Student
- Pancratius Bank Heerlen
- Atletico Lizbona
- Zirinos Aon

## Rozgrywki

### Runda wstępna
| Data       | Drużyna 1               | Wynik | Drużyna 2      | Sety                             |
| ---------- | ----------------------- | ----- | -------------- | -------------------------------- |
|            | Uni Bazylea             |       | Hapoel Bat Yan |                                  |
|            | Uni Bazylea             | 3:2   | Hapoel Bat Yan | 15:12, 15:6, 11:15, 14:16, 15:13 |
| 07.11.1983 | Temse Dames VC Oostende | 3:0   | VC Olympic     |                                  |
|            | Temse Dames VC Oostende |       | VC Olympic     |                                  |

### 1/8 finału
| Data       | Drużyna 1               | Wynik | Drużyna 2            | Sety                     |
| ---------- | ----------------------- | ----- | -------------------- | ------------------------ |
| 03.12.1983 | Paloma Branik Maribor   | 0:3   | SC Dynamo Berlin     | 7:15, 7:15, 4:15         |
|            | Paloma Branik Maribor   | 0:3   | SC Dynamo Berlin     | 2:15, 4:15, 4:15         |
| 03.12.1983 | VfL Oythe               | 3:0   | Arçelik Stambuł      | 15:6, 15:6, 15:10        |
|            | VfL Oythe               | 3:1   | Arçelik Stambuł      |                          |
|            | Vasas Budapeszt         | 3:0   | Lewski-Spartak Sofia |                          |
|            | Vasas Budapeszt         | 0:3   | Lewski-Spartak Sofia | [ 1 ]                    |
| 03.12.1983 | Nelsen Reggio Emilia    | 3:1   | CASG Paris           | 15:8, 15:5, 14:16, 15:6  |
|            | Nelsen Reggio Emilia    | 3:0   | CASG Paris           | 15:8, 15:12, 15:9        |
| 04.12.1983 | Temse Dames VC Oostende | 0:3   | Ruda Hvezda Praga    | 7:15, 4:15, 4:15         |
| 11.12.1983 | Temse Dames VC Oostende | 0:3   | Ruda Hvezda Praga    | 1:15, 11:15, 1:15        |
|            | Sortland IL             | 3:2   | Uppsala Student      |                          |
|            | Sortland IL             | 1:3   | Uppsala Student      |                          |
| 09.12.1983 | Pancratius Bank Heerlen | 3:0   | Atletico Lizbona     |                          |
| 11.12.1983 | Pancratius Bank Heerlen | 3:0   | Atletico Lizbona     | 15:3, 15:3, 15:4         |
|            | Uni Bazylea             | 3:0   | Zirinos Aon          |                          |
|            | Uni Bazylea             | 3:1   | Zirinos Aon          | 15:9, 15:10, 15:11, 15:2 |

### Ćwierćfinał
| Data       | Drużyna 1               | Wynik | Drużyna 2            | Sety                           |
| ---------- | ----------------------- | ----- | -------------------- | ------------------------------ |
| 11.01.1984 | VfL Oythe               | 2:3   | SC Dynamo Berlin     | 16:14 11:15, 16:14, 5:15, 4:15 |
|            | VfL Oythe               | 0:3   | SC Dynamo Berlin     | 6:15, 14:16, 13:15             |
| 11.01.1984 | Nelsen Reggio Emilia    | 1:3   | Lewski-Spartak Sofia | 4:15, 15:5, 5:15, 15:13        |
| 18.01.1984 | Nelsen Reggio Emilia    | 3:0   | Lewski-Spartak Sofia | 15:8, 15:9, 15:7               |
| 11.01.1984 | Ruda Hvezda Praga       | 3:0   | Uppsala Student      | 15:2, 15:0, 15:4               |
|            | Ruda Hvezda Praga       | 3:0   | Uppsala Student      | 15:10, 15:5, 15:8              |
|            | Pancratius Bank Heerlen | 3:0   | Uni Bazylea          | 15:5, 15:5, 15:4               |
|            | Pancratius Bank Heerlen | 1:3   | Uni Bazylea          | 14:16, 15:2, 9:15, 13:15       |

### Turniej finałowy
Ankara
Tabela
| Lp. | Drużyna                 | Pkt | Mecze | Mecze | Mecze | Sety | Sety | Sety  |
| Lp. | Drużyna                 | Pkt | M     | W     | P     | wyg. | prz. | ratio |
| --- | ----------------------- | --- | ----- | ----- | ----- | ---- | ---- | ----- |
| 1   | SC Dynamo Berlin        | 6   | 3     | 3     | 0     | 9    | 1    | 9.000 |
| 2   | Nelson Reggio Emilia    | 5   | 3     | 2     | 1     | 7    | 5    | 1.400 |
| 3   | Ruda Hvezda Praga       | 4   | 3     | 1     | 2     | 5    | 6    | 0.833 |
| 4   | Pancratius Bank Heerlen | 3   | 3     | 0     | 3     | 0    | 9    | 0.000 |

Wyniki
| Data       | Drużyna 1            | Wynik | Drużyna 2               | Sety                            |
| ---------- | -------------------- | ----- | ----------------------- | ------------------------------- |
| 10.02.1984 | Nelsen Reggio Emilia | 3:2   | Ruda Hvezda Praga       | 9:15, 15:3, 15:10, 16:14, 15:13 |
| 10.02.1984 | SC Dynamo Berlin     | 3:0   | Pancratius Bank Heerlen | 15:11, 15:6, 15:3               |
|            |                      |       |                         |                                 |
| 11.02.1984 | SC Dynamo Berlin     | 3:1   | Nelsen Reggio Emilia    | 15:11, 11:15, 15:12, 15:12      |
| 11.02.1984 | Ruda Hvezda Praga    | 3:0   | Pancratius Bank Heerlen | 15:8, 15:9, 15:1                |
|            |                      |       |                         |                                 |
| 12.02.1984 | SC Dynamo Berlin     | 3:0   | Ruda Hvezda Praga       | 15:10, 15:12, 16:14             |
| 12.02.1984 | Nelsen Reggio Emilia | 3:0   | Pancratius Bank Heerlen | 15:4, 15:4, 15:5                |

## Klasyfikacja końcowa
| Miejsce | Drużyna                 |
| ------- | ----------------------- |
| złoto   | SC Dynamo Berlin        |
| srebro  | Nelsen Reggio Emilia    |
| brąz    | Ruda Hvezda Praga       |
| 4.      | Pancratius Bank Heerlen |